# Dello
Dello là một đô thị thuộc tỉnh Brescia trong vùng Lombardia ở Ý. Đô thị này có diện tích 23 km², dân số 4202 người.
Đô thị này giáp với các đô thị sau: Azzano Mella, Bagnolo Mella, Barbariga, Capriano del Colle, Corzano, Longhena, Mairano, Offlaga.